# Jurássico
| Período Jurássico Há 201.3–145 milhões de anos PreЄ Є O S D C P T J K Pg N |                                               |
| |                                               |
| Teor médio de o2 atmosférico durante o período | ca. 26 Vol % (130 % do nível atual)           |
| Teor médio do CO2 atmosférico durante o período | ca. 1950 ppm (7 vezes o nível pré-industrial) |
| Temperatura média da superfície durante o período | ca. 16.5 °C (3 °C acima do nível atual)       |
| Período Jurássicoview • Discussão • -205 —–-200 —–-195 —–-190 —–-185 —–-180 —–-175 —–-170 —–-165 —–-160 —–-155 —–-150 —–-145 —–-140 —M e s o z o i c oTriássicoJ u r á s i c oCretáceoS u p e r i o rM é d i oI n f e r i o rHettangianoSinemurianoPliensbachianoToarcianoAalenianoBajocianoBathonianoCallovianoOxfordianoKimmeridgianoTithonianoEventos-chave do período Jurássico. Escala do eixo: milhões de anos antes do presente. |                                               |

Na escala de tempo geológico, o Jurássico é o período da era Mesozoica do éon Fanerozoico. Cobre 58,3 milhões de anos (desde o período Triássico, de há 201,4 milhões de anos, até ao início do Cretáceo, há 143,1 milhões de anos). Isto é, o período Jurássico precede o Cretácico e sucede o Triássico, na era em que surgiu o Oceano Atlântico. 
Divide-se nas épocas Jurássica Inferior (ou Lias), Jurássica Média (ou Dogger) e Jurássica Superior (ou Malm), da mais antiga para a mais recente. O nome Jurássico é devido às montanhas Jura, situadas nos Alpes, que contêm grande quantidade de rochas deste período.

## Paleogeografia
Com o aumento do nível dos oceanos, terras baixas foram encobertas pelo mar, o que dividiu Pangeia em dois continentes: Laurásia, ao norte, e Gondwana, ao sul. Essa divisão também permitiu que a umidade vinda do mar atingisse regiões que antes não atingia (por estarem no interior de Pangeia), o que tornou o clima mais úmido.

## Flora

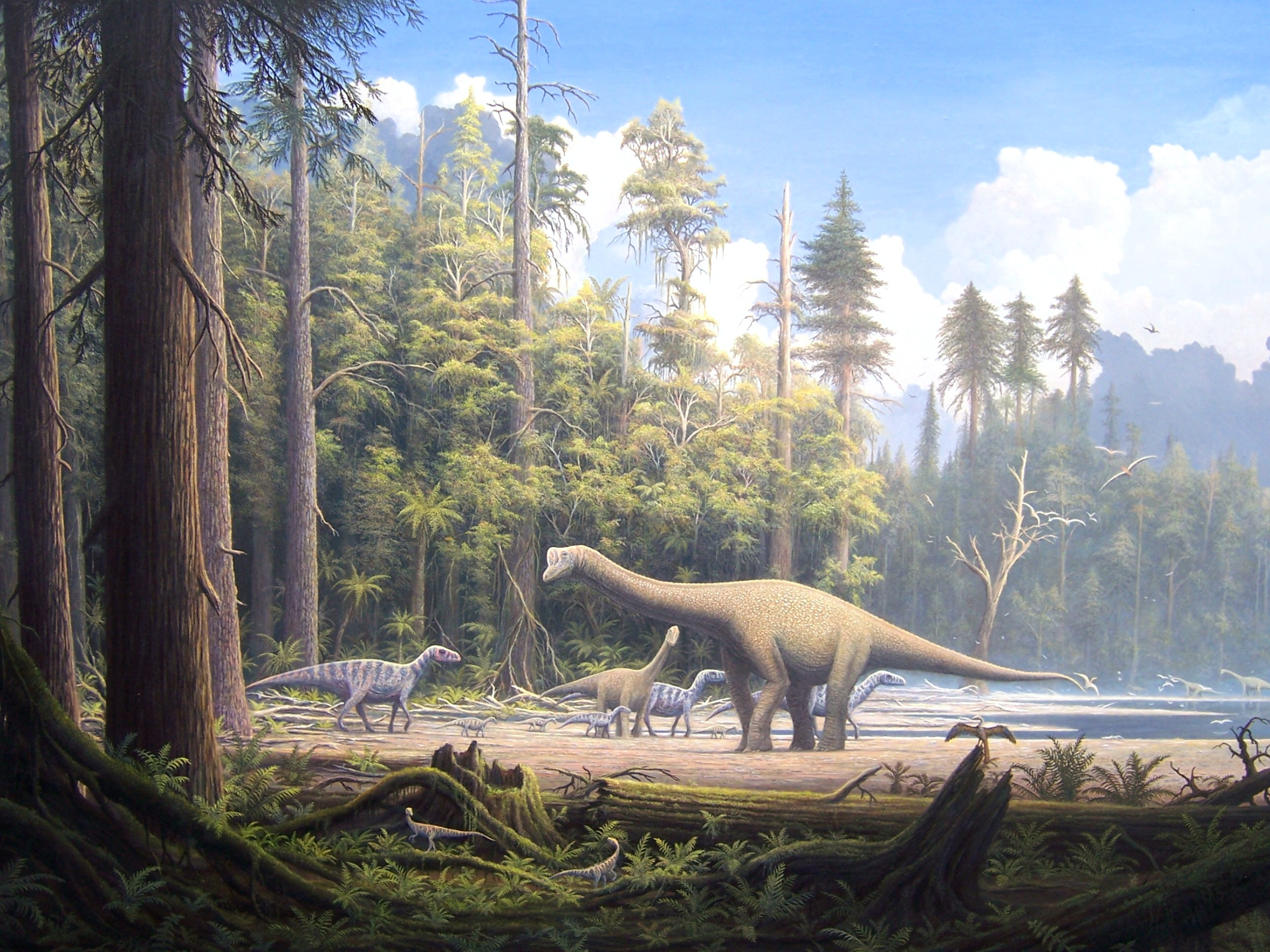
Florestas de coníferas eram comuns durante o período Jurássico.

Durante o Jurássico, o clima quente e úmido promoveu a proliferação de florestas, o que fez a diversidade de plantas se tornar muito maior que a do Triássico. As plantas predominantes foram: cicadáceas, ginkgos e coníferas gigantes (sequoias). Também é neste período em que surgem as primeiras plantas com flores.

## Fauna
A fauna do Jurássico é marcada pela hegemonia dos répteis em todos os ambientes: dinossauros na terra, pterossauros no ar e plesiossauros no mar. O período também é marcado pelo surgimento das primeiras aves e dos primeiros mamíferos verdadeiros. Nos oceanos, além dos plesiossauros, também existiram crocodilos marinhos, tubarões já muito parecidos com os atuais (ex.: Hybodus) e outros répteis marinhos (ex.: ictiossauros). Começaram a surgir dinossauros mais evoluídos e inteligentes, superiores aos primitivos répteis do Triássico.
Em Portugal são conhecidos muitos dinossauros e mamíferos deste período, sobretudo na região da Lourinhã e Guimarota, respectivamente.

## Galeria

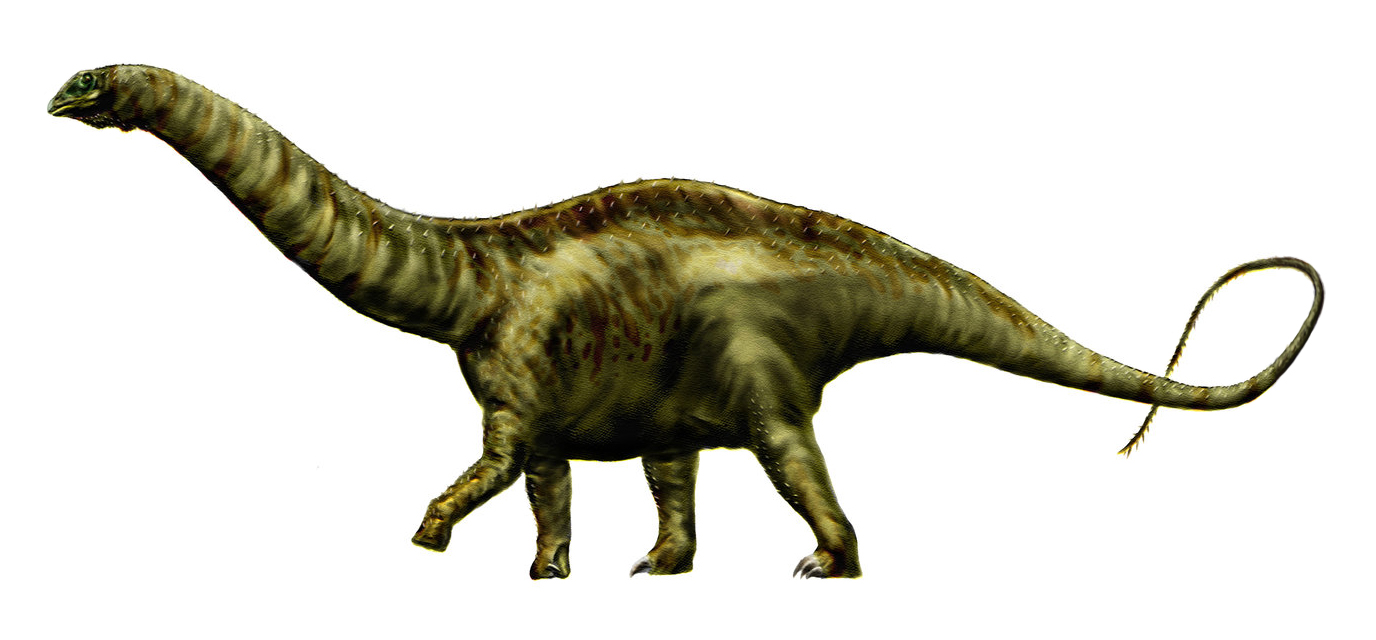
Brontossauro (Apatosaurus excelsus), um dinossauro saurópodo
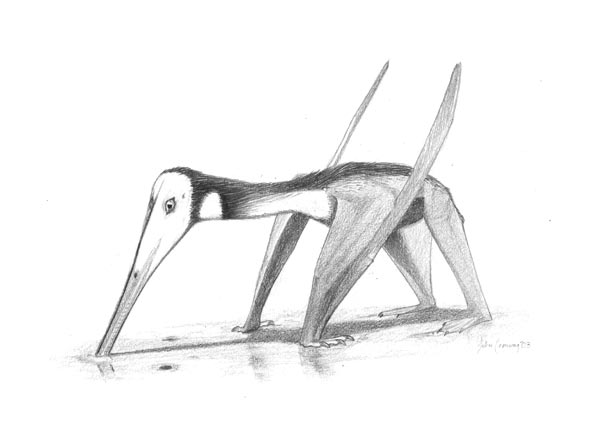
Pterodactylus antiquus, um pterossauro
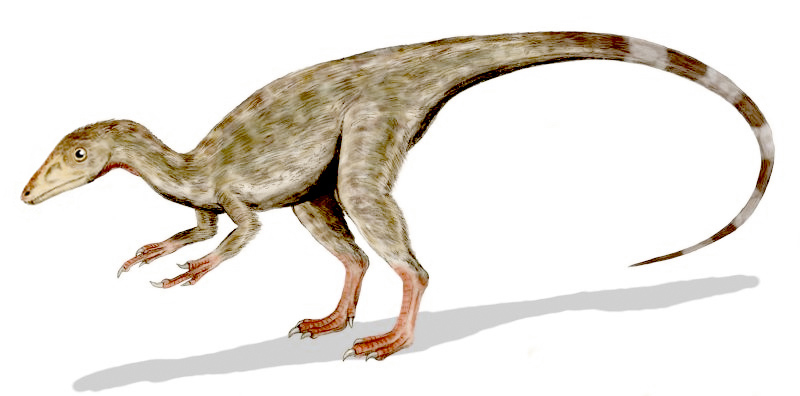
Compsognathus longipes, um pequeno dinossauro terópode
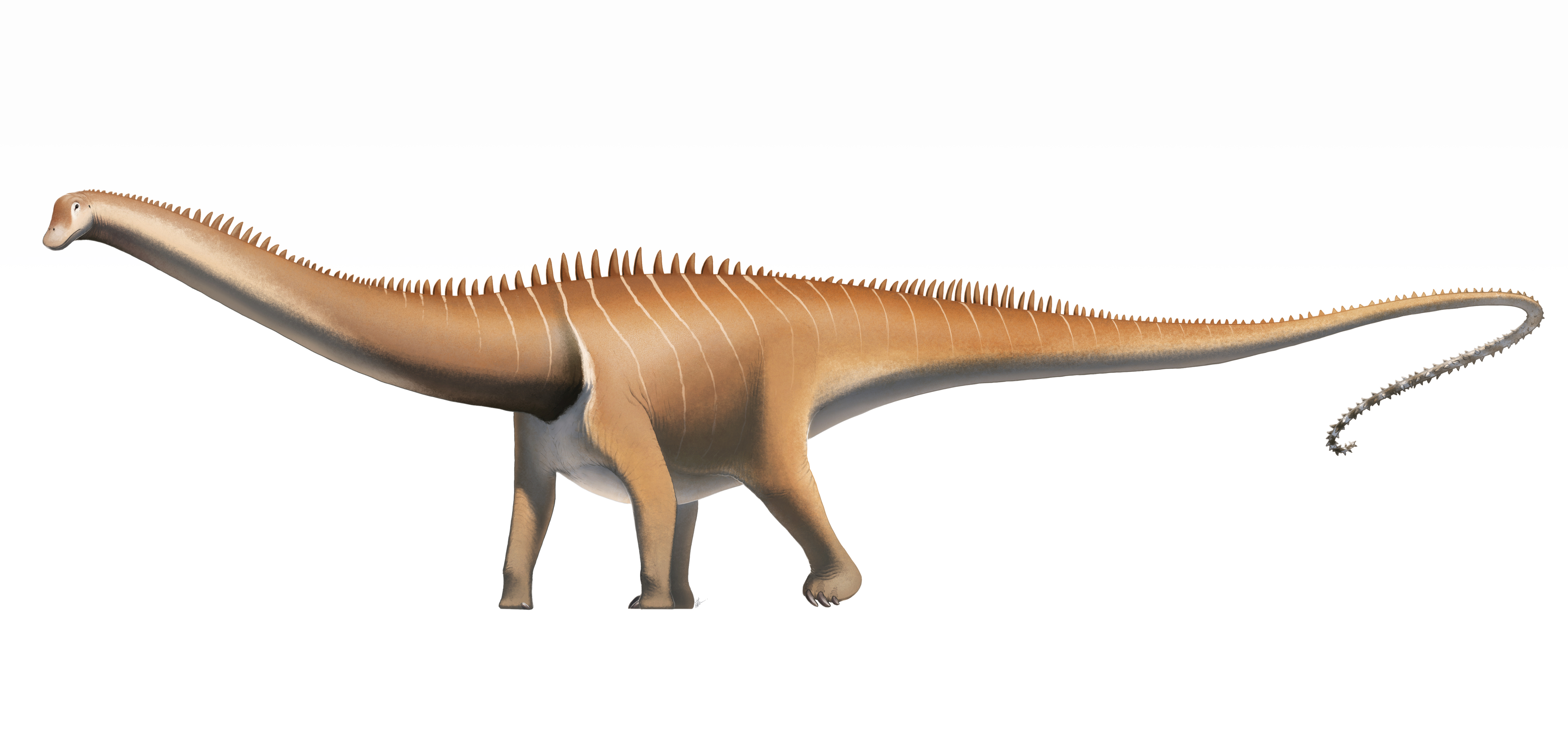
Diplodocus, atigindo o comprimento de 30 m, era um saurópode comum no final do Jurássico.
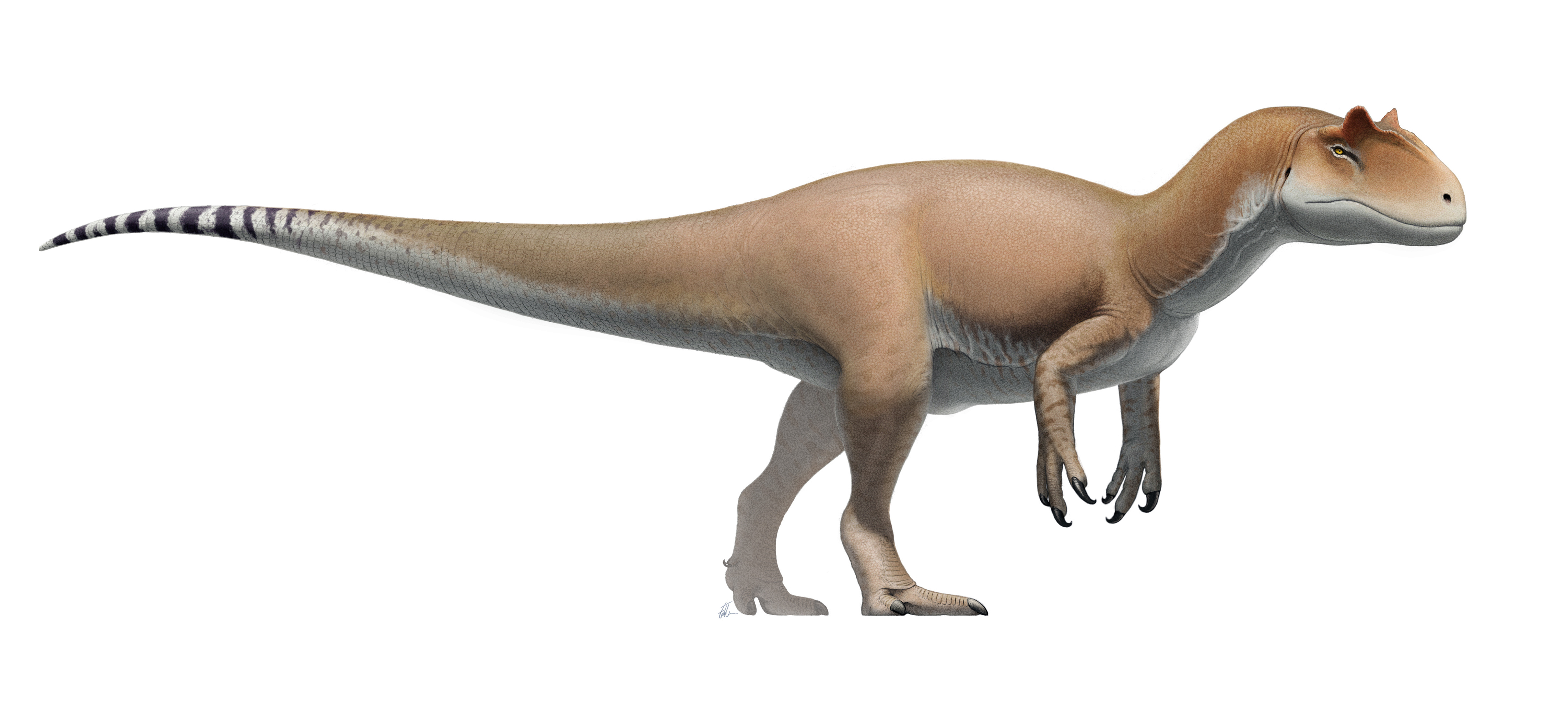
O dinossauro terópode Allosaurus era um dos maiores predadores do período Jurassico.
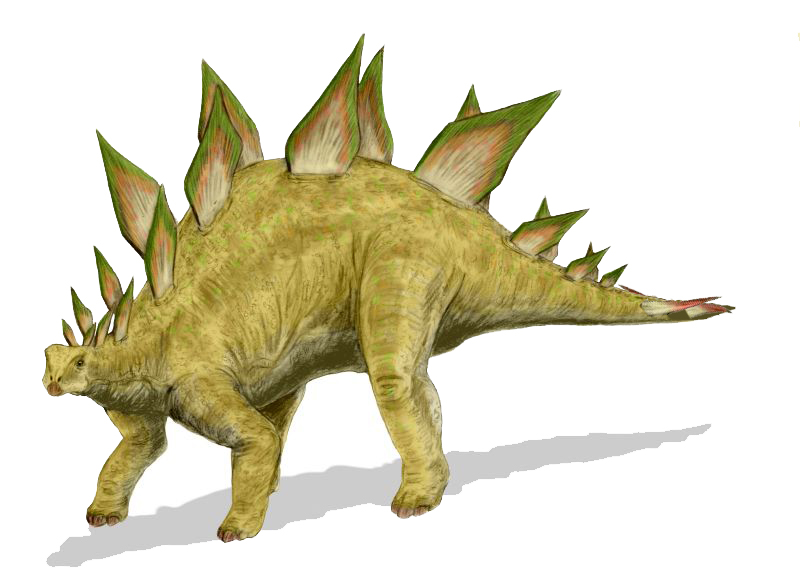
Stegosaurus viveu durante o Jurassico tardio.
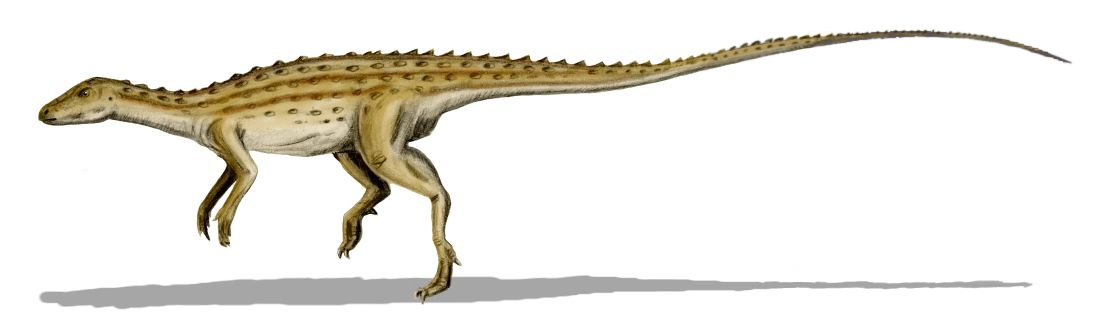
Scutellosaurus, pequeno dinossauro herbívoro do Jurássico
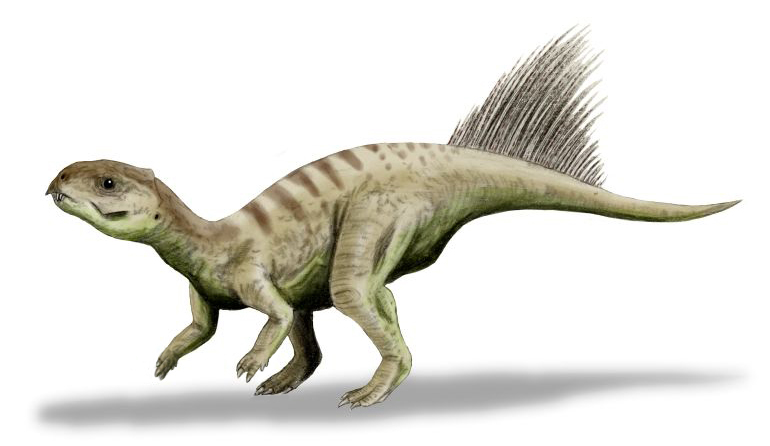
Chaoyangsaurus, pequeno dinossauro herbívoro do Jurássico
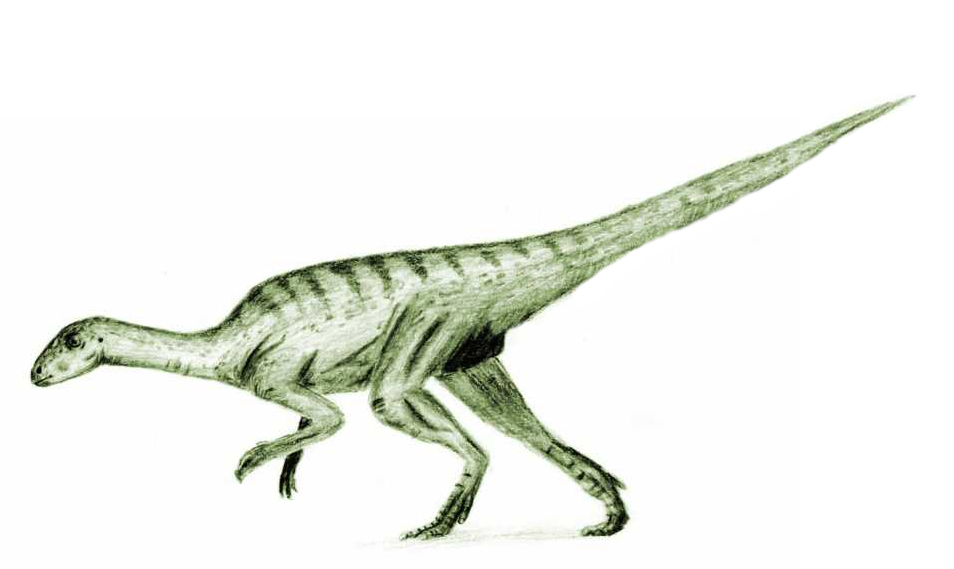
Agilisaurus, pequeno dinossauro herbívoro do Jurássico
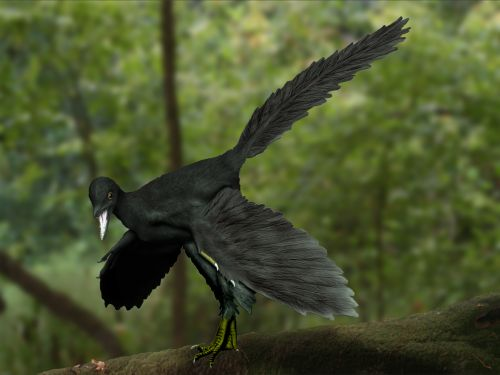
Archaeopteryx, uma ave primitiva.
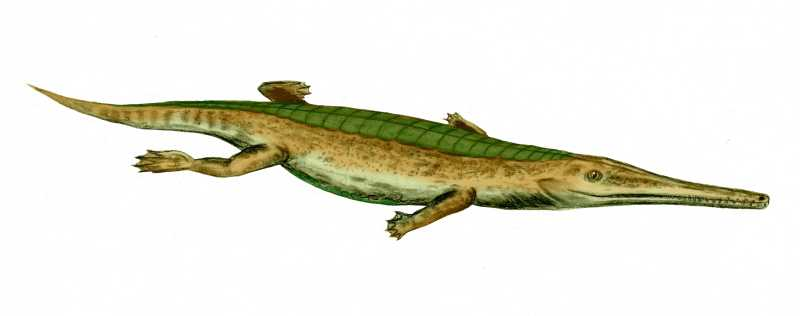
Pelagosaurus, um crocodiliano
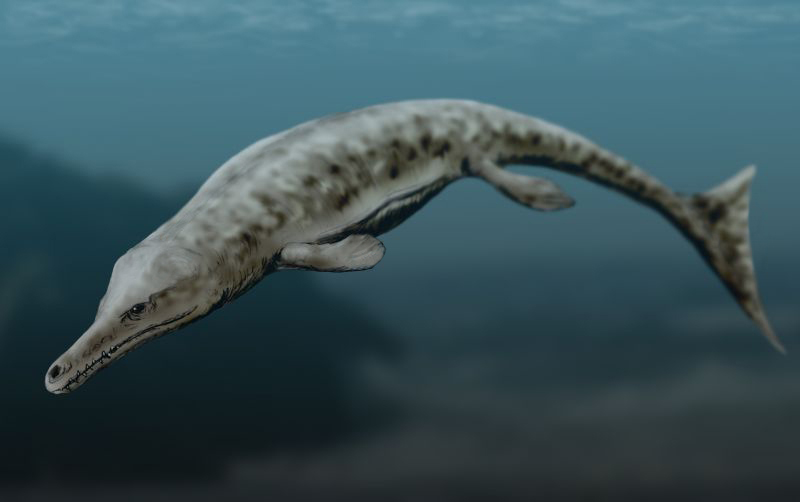
Neptunidraco, um crocodiliano totalmente adaptado a vida nos mares
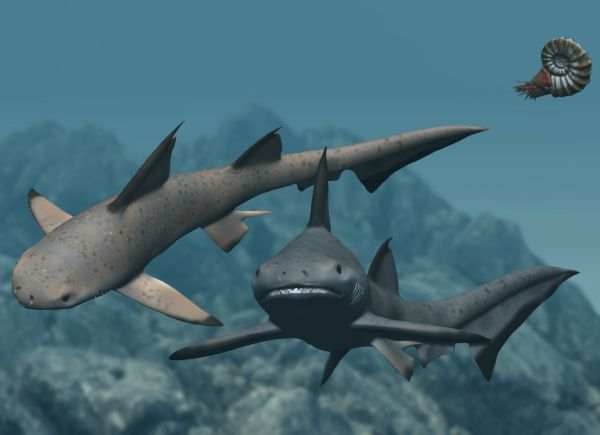
Hybodus, um peixe
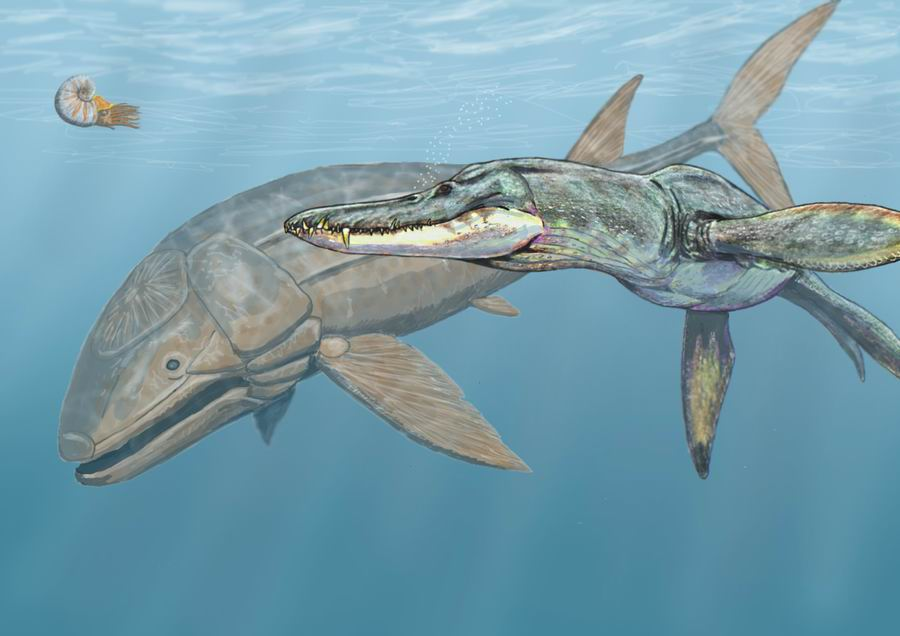
Um Pliosaurus (direita) perseguindo o peixe Leedsichthys em um mar Jurássico.
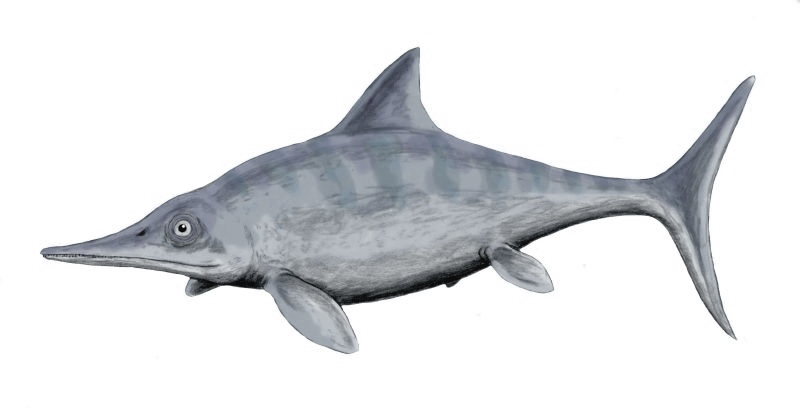
O ictiossauro Ophthalmosaurus do Jurassico apresentava um corpo similar a de um golfinho, exemplo de evolução convergente.
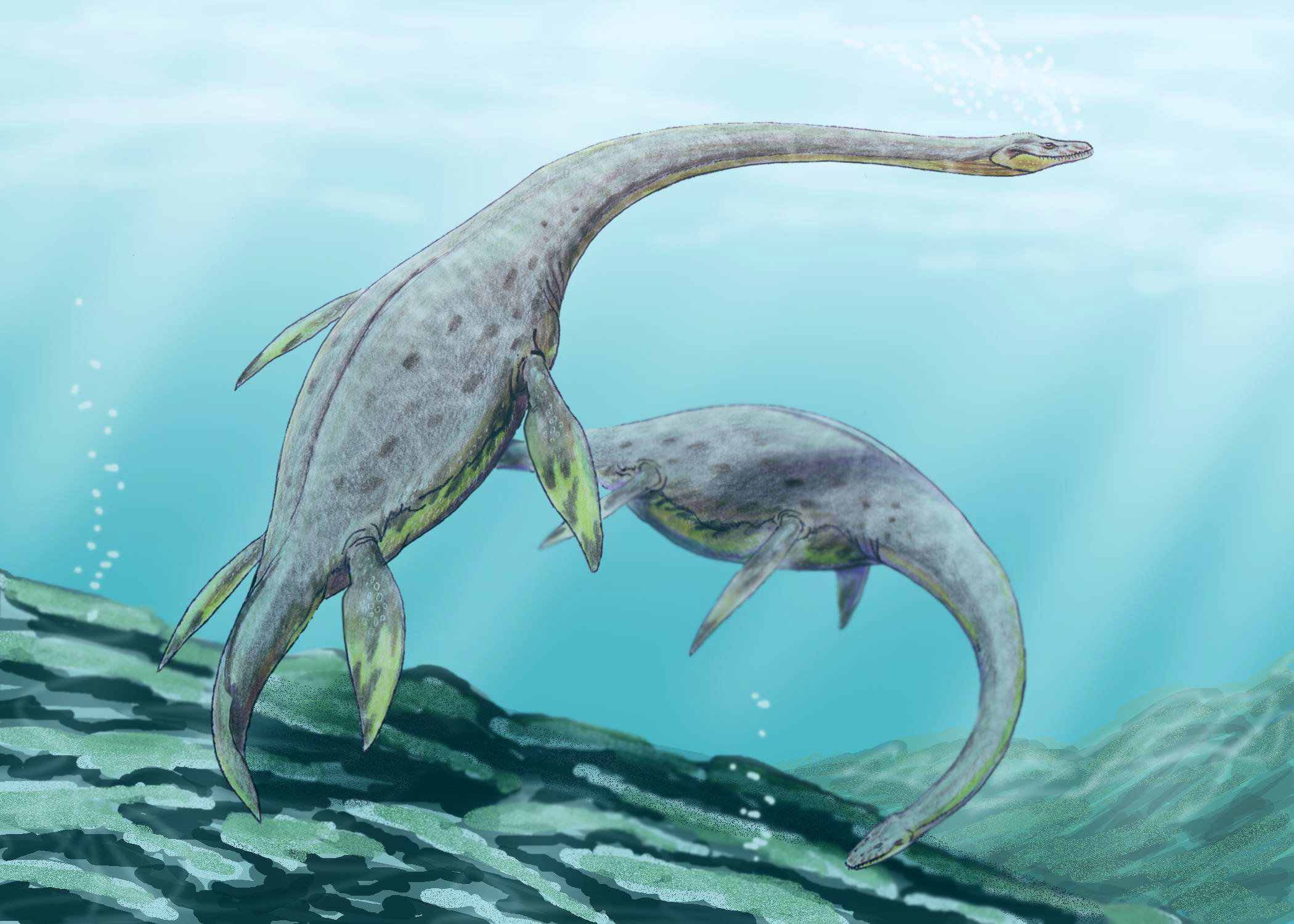
Plesiosauros como o Muraenosaurus vagavam pelos oceanos Jurássicos.
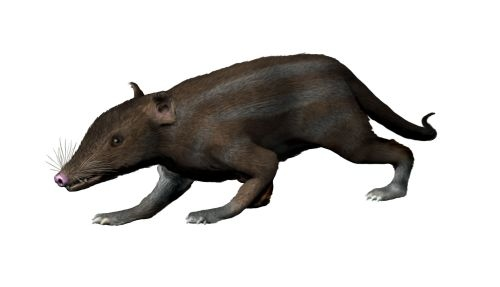
Juramaia, um mamífero primitivo
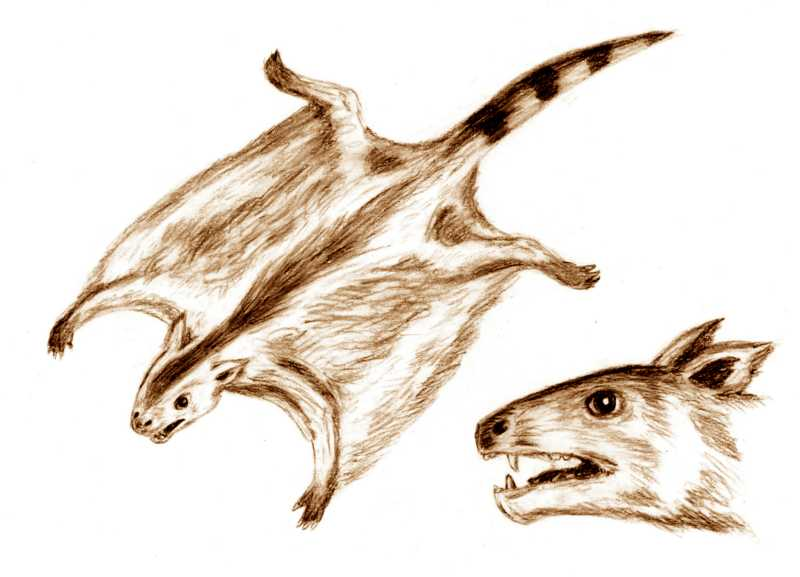
Volaticotherium, um mamífero planador do Jurássico
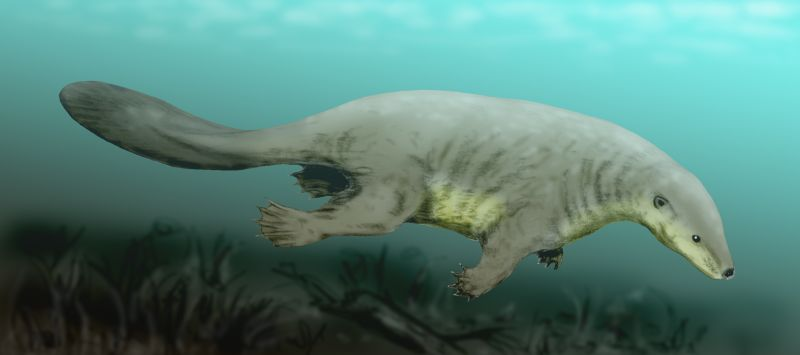
Castorocauda, um mamífero semi-aquático do Jurássico
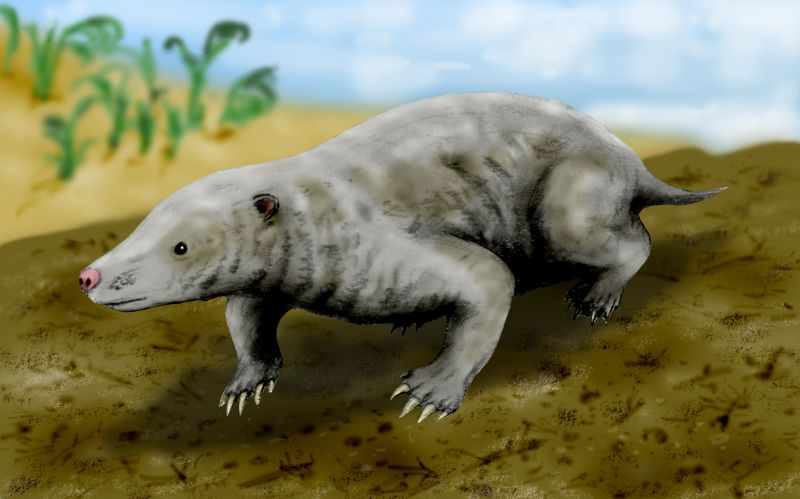
Fruitafossor, um mamífero de hábitos escavadores do Jurássico
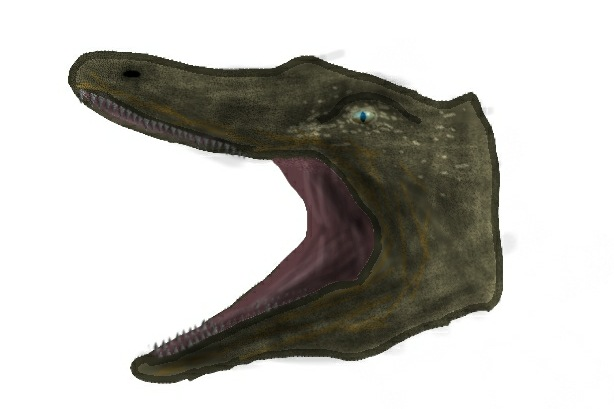
Burkesuchus mallingrandensis, um primitivo crocodilo do jurássico
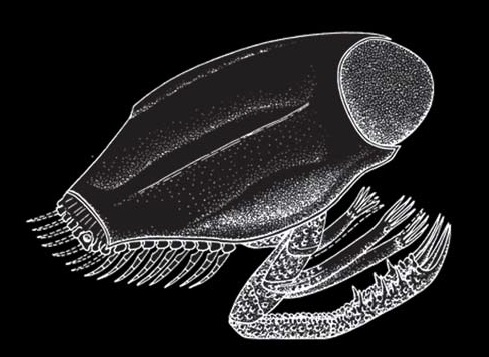
Dollocaris, um artrópode.